# قصة لويس باستور (فلم)
قصة لويس باستور (بالإنجليزية: The Story of Louis Pasteur) هو فيلم سيرة ذاتية تم إنتاجه في الولايات المتحدة وصدر في سنة 1936.

## بطولة
- بول ميوني

### ترشيحات وجوائز
| السنة | الحدث | الفئة            | النتيجة  |
| ----- | ----- | ---------------- | -------- |
|       |       | أوسكار أحسن ممثل | فـــــوز |

## وصلات خارجية
- مقالات تستعمل روابط فنية بلا صلة مع ويكي بيانات

1. ↑  "معلومات عن قصة لويس باستور (فيلم) على موقع tcm.turner.com". tcm.turner.com. مؤرشف من الأصل في 2019-12-12. {{استشهاد ويب}}: |archive-date= / |archive-url= timestamp mismatch (مساعدة)
2. ↑  "معلومات عن قصة لويس باستور (فيلم) على موقع netflix.com". netflix.com. مؤرشف من الأصل في 2020-05-17.
3. ↑  "معلومات عن قصة لويس باستور (فيلم) على موقع imdb.com". imdb.com. مؤرشف من الأصل في 2019-04-14.